# Дидо, Фирмен
Фирме́н Дидо́ (фр. Firmin Didot; 14 апреля 1764 — 24 апреля 1836) — один из самых известных представителей семьи Дидо, династии типографов и бумажных фабрикантов.

## Биография

Шрифт Дидо

В революционном 1789 году Фирмену и его старшему брату досталась книгопечатня их отца, Франсуа Амбруаза Дидо. В 1798 году книгопечатня заняла помещения бывшей «Королевской печатни» (Imprimerie Royale) в Лувре. Здесь Фирмен нарезал шрифты для будущих изданий ин-фолио Вергилия, Горация, Расина и Лафонтена. Он усовершенствовал форму отцовского шрифта, которая в будущем получила название «новой антиквы». Для этих шрифтов характерна сильная контрастность линий — основные штрихи в них очень толстые, а соединительные штрихи и засечки — чрезвычайно тонкие.
Фирмен Дидо улучшил технологию стереотипа, при которой страницы книг печатаются с цельных металлических пластин, а не посредством множества отдельных литер. Стереотип значительно удешевил переиздание книг. Дидо доработал систему измерения шрифта Фурнье, которая сейчас называется системой Дидо. За это изобретение современники Дидо прозвали его «Дидо Миллиметровым».
Фирмен Дидо был успешным драматургом. Его трагедии «Смерть Ганнибала» и «Португальская королева» ставились в театре Одеон.